# Fading West
Fading West —en español: Desvanecimiento oeste— es el noveno álbum de estudio de la banda estadounidense de rock alternativo Switchfoot. Fue lanzado el 14 de enero de 2014. Se acompaña de una película documental, Fading West, que se estrenó el 20 de septiembre de 2013 en el primer concierto de la gira Fading West Tour, y fue lanzada digitalmente el 10 de diciembre de 2013. La película muestra a Switchfoot entre bambalinas y sigue a los miembros de la banda a sus destinos para hacer surf.

## Grabación
En una entrevista con Jake Denning, el baterista Chad Butler, dijo: "Ha sido interesante, ya sabes - normalmente un registro de Switchfoot comenzaría con Jon [Capataz] y una guitarra, a continuación, construiríamos el marco de una canción en torno a eso. Pero esta vez, ha habido mucho más espacio para hacer nueva experimentación, encontramos nuevos instrumentos en los lugares a los que vamos - por ejemplo, a Drew [Shirley] encontró una guitarra al lado de una carretera en África hecha con una lata de gasolina, nos inspiramos en los sonidos únicos que tenía. (...) Creo que es nos permitió empezar desde cero, y dejar que los sonidos que nos estamos encontrando existan sin necesariamente melodía o una letra aún, y que haya sólo un paisaje de sonido. (...) Creo que va a haber espacio en el álbum para respirar, lo que no nos hemos permitido en el pasado. Ya sabes, creo que hay esa idea dinámica en el fondo de tu mente de que estás creando algo que no tiene por qué ser una canción pop de 3 minutos".
Según Jon Foreman, el álbum contará con algunos amigos de Switchfoot, incluyendo a su compañero de la banda Fiction Family, Sean Watkins y su hermana Sara Watkins, el saxofonista Karl Denson y Charlie Peacock (el coproductor de "Dare You to Move", que descubrió Switchfoot y firmó con la banda para su primer contrato de grabación): "Queremos tirar un poco de diferentes personas que tocan otros instrumentos y pueden añadir colores a la partitura que nunca seríamos capaces de añadir".

## Promoción
En diciembre de 2012, Switchfoot publicó una lista provisional de canciones para el álbum en Facebook y Twitter, diciendo: "FadingWest. Sujeto a cambios, al igual que lo somos todos nosotros ..." En marzo de 2013, una nueva lista provisional de canciones era publicada en Instagram por Jon Foreman. Otra lista, que contiene trece títulos, fue publicada el 5 de junio de 2013 en las páginas de Twitter y Facebook de Switchfoot. 
La gira "Fading West", celebrada para promocionar el álbum, comenzó el 20 de septiembre de 2013 en S. Louis, Missouri, y terminará el 24 de noviembre de 2013 en Abilene, Tejas. En cada una de las 45 ciudades de Estados Unidos, los seguidores de Switchfoot pudieron ver una proyección especial de la película "Fading West", sirviendo como el acto de apertura de un directo íntimo. En junio de 2013, se publicaron las fechas de sus conciertos en el sitio web oficial de Switchfoot. Las fechas de otros países no se habían anunciado todavía.

## Lista de canciones
Todas las canciones escritas y compuestas por Jon Foreman y Tim Foreman. 
| N.º | Título                          | Escritor(es)                                       | Duración |  |
| 1.  | «Love Alone Is Worth the Fight» |                                                    | 4:35     |  |
| 2.  | «Who We Are»                    |                                                    | 3:25     |  |
| 3.  | «When We Come Alive»            | J. Foreman, T. Foreman, Drew Pearson, David Hodges | 3:38     |  |
| 4.  | «Say It Like You Mean It»       | J. Foreman, T. Foreman, Chad Butler                | 3:53     |  |
| 5.  | «The World You Want»            |                                                    | 4:18     |  |
| 6.  | «Slipping Away»                 |                                                    | 3:35     |  |
| 7.  | «Ba55»                          |                                                    | 4:45     |  |
| 8.  | «Let It Out»                    | J. Foreman, T. Foreman, Pearson                    | 3:17     |  |
| 9.  | «All or Nothing at All»         | J. Foreman, T. Foreman, Tim Pagnotta               | 3:46     |  |
| 10. | «Saltwater Heart»               |                                                    | 4:04     |  |
| 11. | «Back to the Beginning Again»   |                                                    | 4:21     |  |

## Posiciones en listas
| Lista (2014)                            | Posición |
| --------------------------------------- | -------- |
| Australia (ARIA)                        | 50       |
| Canadá (Billboard Canadian Albums)      | 12       |
| Nueva Zelanda (Recorded Music NZ)       | 27       |
| Suiza (Schweizer Hitparade)             | 90       |
| Estados Unidos (Billboard 200)          | 6        |
| Estados Unidos (Christian Albums)       | 1        |
| Estados Unidos (Top Alternative Albums) | 1        |
| Estados Unidos (Top Rock Albums)        | 2        |
| Estados Unidos (Top Tastemaker Albums)  | 19       |

Listas anuales
| Lista (2014)                            | Posición |
| --------------------------------------- | -------- |
| EE. UU., Alternative Albums (Billboard) | 40       |
| EE. UU., Christian Albums (Billboard)   | 9        |
| EE. UU., Top Rock Albums (Billboard)    | 59       |

## Componentes
Switchfoot
- Jon Foreman - voz principal, guitarra rítmica
- Tim Foreman - bajo eléctrico, coros
- Chad Butler - batería
- Jerome Fontamillas - guitarra rítmica, teclado, coros
- Drew Shirley - guitarra principal, coros